# Quaternio terminorum
Quaternio terminorum (de la frase llatina que significa de quatre termes) és un tipus d'error en un raonament expressat en forma de sil·logisme sense evidenciar un quart terme que indueix a una fal·làcia, quan les premisses major i menor no tenen en comú un terme mitjà.